# Індуські одиниці часу
Індуські одиниці часу (Kaala Vyavahara) і раніше поширені серед індуїстів, джайнів і буддистів. Вони використовуються як база для ведення певного виду астрологічних розрахунків, виконання релігійних обрядів тощо.
Індуїстські релігійні писання, такі як Веди і Пурани описують масивний діапазон одиниць  Кала вимірювання, що охоплюють прямо з парамане (близько 17 мкс їй) Маха-Манвантари (311040 млрд років). У відповідності з цими текстами, створення і руйнування Всесвіту є циклічним процесом, який повторюється вічно. Кожен цикл починається з народження і розширення (вік існування) Всесвіту, рівний 311040 млрд років, а потім її повного знищення (який також переважає на той же термін).

## Одиниці часу

Індуські одиниці мір в логарифмічній шкалі

Різні одиниці часу використовуються для Вед, Пуран, Махабхарати та в Сурья-сідханті. Особливо, відрізняються дані для німеша, він змінюється до 3, 10, 15, 18, 20, 27, 30, 45, 48, 60. На нижньому кінці, це досить послідовно. Індуїстські міри часу ( Кала вйавахара) можна резюмувати нижче.

### Сидеричні міри
| Одиниця            | Одиниця      | Визначення | еквівалент |
| ------------------ | ------------ | ---------- | ---------- |
| Труті              | त्रुटि          |            | ~ 0.031 µs |
| Рену               | रेणु           | 60 Труті   | ~ 1.85 µs  |
| Лава               | लव           | 60 Рену    | ~ 0.11 ms  |
| Лікшака            | लीक्षक         | 60 Лава    | ~ 6.67 ms  |
| Ліпта              | लिप्ता          | 60 Лікшака | ~ 0.4 s    |
| Віпала             | विपल          | 60 Лікшака | ~ 0.4 s    |
| Пала IAST          | पल           | 60 ліпта   | ~ 24 s     |
| Вігаті IAST        | विघटि          | 60 ліпта   | ~ 24 s     |
| Вінаді IAST        | विनाडी          | 60 ліпта   | ~ 24 s     |
| Гаті IAST          | घटि           | 60 вігаті  | ~ 24 хв.   |
| Наді IAST          | नाडी           | 60 вігаті  | ~ 24 хв.   |
| Данда IAST         | दण्ड          | 60 вігаті  | ~ 24 хв.   |
| Мухурта IAST       | मुहूर्त         | 2 Гаті     | ~ 48 хв.   |
| накшатра ахоратрам | नक्षत्र अहोरात्रम् | 60 гаті    | ~ 24 год   |
| накшатра ахоратрам | नक्षत्र अहोरात्रम् | 30 Мухурта | ~ 24 год.  |

| Одиниця                              | Визначення | еквівалент |
| ------------------------------------ | ---------- | ---------- |
| Труті                                |            | ~ 35.5 µs  |
| Татпара                              | 100 Труті  | ~ 3.55 ms  |
| Німеша                               | 30 Татпара | ~ 106.7 ms |
| Каштха                               | 30 Німеша  | ~ 3.2 s    |
| Кала                                 | 30 Каштха  | ~ 1.6 хв.  |
| Мухурта                              | 30 Кала    | ~ 48 хв.   |
| накшатра ахоратрам (сидеричний день) | 30 Мухурта | ~ 24 год   |

### Малі одиниці часу у Ведах
| Одиниця          | Визначення   | еквівалент |
| ---------------- | ------------ | ---------- |
| Параману         |              | ~ 26.3 µs  |
| Ану              | 2 параману   | ~ 57.7 µs  |
| Трасарену        | 3 Ану        | ~ 158 µs   |
| Труті            | 3 Трасарену  | ~ 474 µs   |
| Ведха            | 100 Труті    | ~ 47.4 ms  |
| лава             | 3 ведха      | ~ 0.14 s   |
| німеша           | 3 лава       | ~ 0.43 s   |
| кшана            | 3 німеша     | ~ 1.28 s   |
| каштха           | 5 кшана      | ~ 6.4 s    |
| лагху            | 15 каштха    | ~ 1.6 min  |
| данда            | 15 лагху     | ~ 24 min   |
| мухурта          | 2 данда      | ~ 48 min   |
| ахоратрам (день) | 30 мухурта   | 24 год     |
| маса (місяць)    | 30 ахоратрам | 30 днів    |
| руту (сезон)     | 2 маса       | 2 місяці   |
| аяна             | 3 руту       | 6 міс.     |
| самватсара (рік) | 2 аяна       | 360 днів   |
| ахоратрам девів  | 2 аяна       | 360 днів   |

### Місячні міри
- Тітхі   або  місячний день визначається як час, необхідний для того, щоб  кут  між довготами Місяця і Сонця збільшився на 12 °[1] тітхі починаються в різний час доби і розрізняються за тривалістю від приблизно 19—26 годин.
- Пакша ) або  місячні два тижні  складається з 15  Тітхі .
- Маса  або  місячний місяць  (приблизно 29,5 днів) ділиться на 2 Пакша  і: один між  молодик  і  повний місяць  (ростучий) називається  гаура  (яскраво) або  Шукла Пакша  ; між повним місяцем і молодиком (старіючий)  Крішна  (темна)  Пакша
- Ріту  (або  сезон ) є 2  маса [2]
- Аяна  є 3  ріту
- Рік — два аяна  [3]

### Тропічні міри
- Яма  = 1 / 4 дня (світла) або нічний [= 7 ½  Гхаті  (घटि) = 3 ¾  Мухурта   = 3  Хора  (होरा)  ]
- Чотири  Яма  є половину дня (ні вдень, ні вночі)
- Вісім  Яма  є  ' Ахоратра ' (день + ніч)
- Ахоратра  є  тропічний день (Примітка: . День вважається починаються і закінчуються на світанку, а не опівночі)

| Одиниця          | Одиниця    | Визначення | еквівалент    |
| ---------------- | ---------- | ---------- | ------------- |
| Яма              | याम         | \| 3 год.  |               |
| Савана ахоратрам | सावन अहोरात्रम् | 8 Яма      | 1 Соняч. день |

### Час пітр (предків)
- 1 людини Два тижні (15 днів) = 1 день (світло) або ніч у пітр
- 1 людині місяць (30 днів) = 1 день (світло) і ніч
- 30 днів в пітр = 1 місяця пітр = (30 × 30 = 900 людини днів)
- 12 місяців в пітр = 1 рік пітр = (12 місяців пітр × 900 людини днів = 10800 людини днів)
- Термін служби в пітр 100 років (= 36000 Пітр днів = 1080000 людини днів = 3000 людини років)

### Час Дев
Тривалість життя будь-якого  деви  охоплює майже (або більше) 4500000 років.
- 100 років дев = Тривалість життя Дев = 1 калп (або день Брахми).

Вішну-пурана вимірювання розділі Час Книга I Глава III пояснює наступним чином:
- 2 Ayanas (6 -місячні періоди, див. вище) = 1 людині рік або 1 день дев
- 4000 + 400 + 400 = 4800 божественні років (= 1728000 людських років) = 1 Сатья юга
- 3000 + 300 + 300 = 3600 божественні років (= 1296000 людських років) = 1 Трета Юга
- 2000 + 200 + 200 = 2400 божественні років (= 864000 людських років) = 1 Двапара Юга
- 1000 + 100 + 100 = 1200 божественні років (= 432000 людських років) = 1 Калі Юга
- 12000 божествен. рік = 4 Юги (= 4320000 людських років) = 1 Маха- Юги
- [ 2 * 12000 = 24000 божественне рік = 12000 обертів Сонця навколо його поєднане ]

### Час Брахми
- 1000 Маха- Юги = 1 Кальпа = 1 день (день) Брахми

(2  Кальпи  являють собою день і ніч Брахми , 8640000000 людських років)
- 30 днів Брахми = 1 місяць Брахми (+259200000000 людських років)
- 12 місяців Брахма = 1 рік Брахми (3110400000000 людини років)
- 50 років Брахма = 1 парардха
- 2 parardhas = 100 років Брахми = 1 пункт = 1 Маха- Кальпа (тривалість життя Брахми) (311040000000000 людських років)

Один день Брахми ділиться на 10 000 частин, які називаються  чарана  , які розділені таким чином:
| 4 чарана (1,728,000 соняч. років) | сатья   |
| 3 чарана (1,296,000)              | трета   |
| 2 чарана (864,000)                | двапара |
| 1 чарана (432,000)                | калі    |
| Source:                           |         |

Цикл повторюється, так взагалі є 1000 циклів Маха- Юги в один день Брахми.
* Один цикл вище чотири юги  и є одним  ' Маха- Юги ' (4320000  сонячний рік  и)
* Що підтверджується Гіта Слока 8,17 (заяву) " сахасра — південь — парйантам ахар йад брахмани видуха rātriṁ півдня — sahasrāntāṁ ті ' хо- Ратрі — видо Джан ", тобто, в день Брахми 1000 Маха- Юги . Таким чином в день Брахми , Кальпи, має тривалість : 4320000000 сонячних років. Два  Кальпа  и являють собою день і ніч (Адхі сандхі) з  Брахми 
*  Манвантара  складається з 71 Маха- Юги (306720000 сонячних років). Кожною манвантарою править свій Ману.
* Після кожної манвантари йде один  Сандхі Кала  такої ж тривалості, як  кріта — юга  (1728000 = 4 Чарана) . (Кажуть, що під час сандхі Кала, вся земля занурений у воду)
*  Кальпа   складається з періоду 4,32 млрд сонячних років під назвою слідують 14 манвантар і [[ сандхі |  Mana  IAST (मान)  які охоплюють від дуже маленьких одиницях часу (  Прана  IAST [ प्राण ]  — 4 секунди). для дуже великих часових масштабах ( Para [ पर ]  — 311,04 трильйона сонячних років)

## Поточна дата
В даний час , 50 років Брахми пройшло і це перший "день " 51-й рік. день цього Брахми , Кальпа, називають як шветавараха Кальпи . Цього дня, шість Манвантара пройшло вже і це сьома манвантара, названий — Вайвасвата Манвантари (або Шраддхадева) . У Вайвасвата манвантару , 27 махаюг (4 Юги разом махаюга) і Криту , Трета і Двапара Юги з 28 Mahayuga пройшло . Це Калі- юги знаходиться в 28-й махаюзі . Це Калі- юги почався в 3102 до нашої ери за юліанським календарем. З 50 років Брахми пройшло вже, це вже другий парардха, також називають двітія парардха.
Час, що минув з моменту поточного Брахми взяла на себе завдання створення може бути розрахована як
432000 × 10 × 1000 × 2 = 8640000000 років (2 Кальпа (день і ніч)) < br/>
8,64 × 10  9  × 30 × 12 = 3110400000000 років (1 рік Брахми) < br/>
3,1104 × 10  12  × 50 =  '155 .52 трильйонів років  ' (50 років Брахми)
(6 × 71 × 4320000) + 7 × 1,728 × 10 ^ 6 = 1852416000 років минуло в перші шість Manvataras і сандхі Калас в поточному Кальпи
27 × 4320000 = 116640000 років минуло в першу 27 махаюг поточної Манвантари
1,728 × 10 ^ 6 + 1,296 × 10 ^ 6 + 864000 = 3888000 років минуло в поточному махаюгу
3102 + 2013 = 5115 років, що минули в поточному Каліюги.
Таким чином, загальний час, що минув з поточної Брахми
155520000000000 + 1852416000 + 116640000 + 3888000 + 5115 = 155,521,972,949,115 років < станом на 2013 р. н. е. >